# Tangente (trigonometría)
En matemática, la tangente es una función impar y es una función periódica de periodo {\displaystyle \pi } con indeterminaciones en {\displaystyle {\frac {\pi }{2}}+n\pi ,\;n\in \mathbb {Z} }, y además una función trascendente de variable real. Su nombre se abrevia de las dos siguientes formas: tan y tg.

{\displaystyle \operatorname {tg} \;x=-\operatorname {tg} (-x)}
{\displaystyle \operatorname {tg} \;x=\operatorname {tg} (\pi +x)}

En trigonometría, la tangente de un ángulo (de un triángulo rectángulo) se define como la razón entre el cateto opuesto y el adyacente:
{\displaystyle \operatorname {tg} \alpha ={\frac {a}{b}}={\frac {BC}{OC}}}
Esta razón no depende del tamaño del triángulo rectángulo escogido sino que es una función dependiente del ángulo {\displaystyle \alpha .}
Esta construcción permite representar el valor del tangente para ángulos no agudos.

## Semejanza
Dada la circunferencia de radio 1 y una recta r que pasa por el centro, describe un triángulo rectángulo con ángulo {\displaystyle \alpha } como en la imagen, y tenemos las siguientes relaciones por semejanzas:
{\displaystyle \operatorname {tg} \alpha ={\frac {CB}{AC}}={\frac {DE}{AD}}={\frac {DE}{1}}=DE}
El segmento {\displaystyle DE} representa el valor de la tangente de {\displaystyle \alpha .}

## Identidades

### Tangente de la suma de dos ángulos
Esta identidad trigonométrica parte de la identidad de la suma de dos ángulos ya conocida para el seno y el coseno.
- Dados los ángulos {\displaystyle \alpha ,\theta }:

{\displaystyle \operatorname {tg} \left(\alpha +\theta \right)={\cfrac {\operatorname {sen}(\alpha +\theta )}{\cos(\alpha +\theta )}}}
- Reemplazando por las identidades antes mencionadas:

{\displaystyle \operatorname {tg} \left(\alpha +\theta \right)={\cfrac {\operatorname {sen} \alpha \cos \theta +\cos \alpha \operatorname {sen} \theta }{\cos \alpha \cos \theta -\operatorname {sen} \alpha \operatorname {sen} \theta }}}
- Dividiendo al numerador y al denominador por {\displaystyle \cos \alpha \cos \theta \,}:

{\displaystyle \operatorname {tg} \left(\alpha +\theta \right)={\cfrac {\cfrac {\operatorname {sen} \alpha \cos \theta +\cos \alpha \operatorname {sen} \theta }{\cos \alpha \cos \theta }}{\cfrac {\cos \alpha \cos \theta -\operatorname {sen} \alpha \operatorname {sen} \theta }{\cos \alpha \cos \theta }}}}
- Separando la suma y la resta y simplificando:

{\displaystyle \operatorname {tg} \left(\alpha +\theta \right)={\cfrac {\operatorname {tg} \alpha +\operatorname {tg} \theta }{1-\operatorname {tg} \alpha \operatorname {tg} \theta }}}

### Tangente de la diferencia de dos ángulos
- {\displaystyle \operatorname {tg} \left(\alpha +(-\theta )\right)={\frac {\operatorname {tg} \alpha +\operatorname {tg} (-\theta )}{1-\operatorname {tg} \alpha \operatorname {tg} (-\theta )}}}

- Al ser una función impar, se obtiene:

{\displaystyle \operatorname {tg} \left(\alpha -\theta \right)={\frac {\operatorname {tg} \alpha -\operatorname {tg} \theta }{1+\operatorname {tg} \alpha \operatorname {tg} \theta }}}

#### Fórmula resumida
{\displaystyle \operatorname {tg} \left(\alpha \pm \theta \right)={\frac {\operatorname {tg} \alpha \pm \operatorname {tg} \theta }{1\mp \operatorname {tg} \alpha \operatorname {tg} \theta }}}

### Tangente del ángulo doble
Partiendo de 
{\displaystyle \operatorname {tg} \left(\alpha +\theta \right)={\frac {\operatorname {tg} \alpha +\operatorname {tg} \theta }{1-\operatorname {tg} \alpha \operatorname {tg} \theta }}}
y haciendo {\displaystyle \alpha =\theta \,} entonces:
{\displaystyle \operatorname {tg} \left(2\alpha \right)={\frac {2\operatorname {tg} \alpha }{1-\operatorname {tg} ^{2}\alpha }}}

### Tangente del ángulo triple
Conociendo la tangente del ángulo ψ, hallar la tangente de 3ψ
{\displaystyle \operatorname {tg} \left(3\psi \right)={\frac {3\operatorname {tg} \psi -\operatorname {tg} ^{3}\psi }{1-3\operatorname {tg} ^{2}\psi }}}

### Tangente del ángulo mitad
Se trata de hallar  la tangente de la mitad de θ, conociendo los de θ: 
{\displaystyle \operatorname {tg} {\frac {\theta }{2}}={\frac {\operatorname {sen} \theta }{1+\cos \theta }}} 

## Derivada de la tangente
{\displaystyle [\operatorname {tg} (x)]'=\sec ^{2}(x)\,}